# Глибочок (притока Ірші)
Глибочок (рос. Глыбочек) — річка в Україні, у Хорошівському районі Житомирської області. Ліва притока Ірші, (басейн Дніпра).

## Опис
Довжина річки приблизно 4,04 км, найкоротша відстань між витоком і гирлом — 3,59 км, коефіцієнт звивистості річки — 1,13. Річка формується 2 безіменними струмками та декількома загатами.

## Розташування
Бере початок на північно-східній стороні від села Гацьківка. Тече переважно на південний схід понад Ягодинкою Другою і між селами Ягодинкою та Турчинкою впадає у річку Іршу, ліву притоку Тетерева.

## Цікавий факт
- Неподалік від витоку річку перетинає автошлях М21 (автомобільний шлях міжнародного значення на території України, (Виступовичі — Житомир — Могилів-Подільський — кордон із Молдовою).